# Bowles
Bowles statisztikai település az USA Kalifornia államában, Fresno megyében. Lakosainak száma 158 fő (2020. április 1.).

## Népesség
A település népességének változása:

| 2010 | 166 |
| 2020 | 158 |